# 仁义镇 (贺州市)
仁义镇，是中华人民共和国广西壮族自治区贺州市八步区下辖的一个乡镇级行政单位。

## 行政区划
仁义镇下辖以下地区：
三联村、樟塘村、福安村、松高村、新联村、玉石村、仁义村、万民村、龙珠村、万兴村、东江村、大洞村、双龙村、万寿村、共和村、福联村、万善村、保福村和龙江村。